# John O’Hara (muzyk)
John O’Hara  (ur. 1962 w Liverpoolu) – brytyjski muzyk. Od roku 2007 jest klawiszowcem zespołu Jethro Tull.

## Młodość
O’Hara urodził się i dorastał w Liverpoolu. Jego ojciec był muzykiem i członkiem zespołu Cadlewick Green, podczas gdy matka opiekowała się domem. Rodzina przeniosła się później do północnej Walii, a O’Hara zaczął uczęszczać do Royal Northern College of Music w Manchesterze, ucząc się tam grać na perkusji i fortepianie. Wraz z ojcem przyłączył się do walijskiej orkiestry, w której grał przez kilka lat.

## Kariera
Szybko dołączył do Rambert Dance Company, gdzie przez pięć lat grał na perkusji; po tym epizodzie został muzykiem nie związanym z żadnym zespołem. W roku 2002 spotkał frontmana Jethro Tull Iana Andersona i już w tym samym roku zaczął grać na keyboardzie podczas trasy Andersona „Rubbing Elbows”, by zostać również aranżerem orkiestrowym i keyboardzistą podczas występów orkiestrowych Andersona.
Po odejściu z Jethro Tull Andrew Giddingsa, Anderson zaprosił O’Harę do zespołu w roku 2007. O’Hara gra również w zespole na akordeonie.
O’Hara brał udział w komponowaniu trzech dziecięcych oper dla Walijskiej Opery Narodowej. Wykłada również na uniwersytetach w Bath i Bristolu.